# Verka
Verka je žensko osebno ime.

## Izvor imena
Ime Verka je različica ženskega osebnega imena Vera.

## Pogostost imena
Po podatkih Statističnega urada Republike Slovenije je bilo na dan 31. decembra 2007 v Sloveniji število ženskih oseb z imenom Verka: 44.

## Osebni praznik
Osebe z imenom Verka lahko godujejo skupaj z Verami.